# Meniscomorpha nerda
Meniscomorpha nerda là một loài tò vò trong họ Ichneumonidae.